# Натан Розен
Натан Розен (англ. Nathan Rosen, івр. נתן רוזן; 22 березня 1909, Бруклін, Нью-Йорк — 18 січня 1995, Хайфа, Ізраїль) — американський та ізраїльський фізик-теоретик, співавтор Альберта Ейнштейна в деяких працях, присвячених обґрунтуванню квантової механіки та питаннями взаємодії тіл в загальній теорії відносності.

## Життєпис
Натан Розен народився в єврейській родині в Брукліні, Нью-Йорк. Під час Великої депресії навчався в Массачусетському технологічному інституті, де отримав ступінь бакалавра з електромеханічної інженерії, а згодом магістра та доктора філософії з фізики. Ще будучи студентом, він опублікував декілька серйозних праць. Одна з них мала назву «Нейтрони», в якій він дав майже правильне передбачення властивостей нейтрона, за рік до його експериментального відкриття Джеймсом Чедвіком. Інша стаття містила перший надійний розрахунок будова молекули водню. Він також виявляв інтерес до хвильової функції, а згодом і гравітації, коли працював стипендіатом Мічиганського університету та Принстонського університету.